# بوهوسلاویتسه و زلینا
بوهوسلاویتسه و زلینا (به چکی: Bohuslavice u Zlína) یک منطقهٔ مسکونی در جمهوری چک است که در ناحیه زلین واقع شده‌است. بوهوسلاویتسه و زلینا ۸٫۰۴ کیلومتر مربع مساحت و ۷۹۵ نفر جمعیت دارد و ۲۵۷ متر بالاتر از سطح دریا واقع شده‌است.